# Parascorpis typus
Parascorpis typus är en fiskart som beskrevs av Bleeker, 1875. Parascorpis typus ingår i släktet Parascorpis och familjen Parascorpididae. Inga underarter finns listade i Catalogue of Life.